# Butyriboletus loyo
Butyriboletus loyo es una especie de hongo comestible en la familia Boletaceae propio de América del Sur. 

## Descripción
Es una especie ectomicorrízica que crece en el suelo, en solitario o en pequeños grupos, en asociación con base de las hayas del sur (Nothofagus sp.). Forma cuerpos fructíferos a fines del verano hasta el otoño. El sombrero mide de 6 a 35 cm de diámetro y es rojo oscuro, cóncavo a plano, liso, seco, glutinoso cuando está húmedo. El himenio es tubular, amarillo, se vuelve azul cuando está magullado, con poros de hasta 1 mm de diámetro. El estipe mide 80-150 x 40-70 mm, amarillo con una base rojiza. Las esporas son fusiformes, 11-17 x 4-6 μm, amarillentas, lisas.

## Taxonomía
Fue descrito por primera vez en 1912 como Boletus loyo por Carlos Luigi Spegazzini, quien realizó las primeras recolecciones con fines científicos en Argentina. En 2015 la especie fue reasignada al género Butyriboletus.